# Henri Germain
Henri Germain (* 16. Mai 1906 in Ludes-le-Coquet, Département Marne; † 31. Dezember 1990 in Reims) war ein französischer Fußballfunktionär. Er lenkte die Geschicke von Stade de Reims über drei Jahrzehnte lang (1938/1941–1966 und 1970–1977) und trug wesentlich dazu bei, dass der Verein in den 1950er Jahren einer der erfolgreichsten europäischen Spitzenklubs wurde.

## Der Aufstieg
Der schon als Jugendlicher sportbegeisterte Henri Germain wuchs in einem kleinen Dorf wenige Kilometer südlich von Reims auf. Nach einer kaufmännischen Ausbildung arbeitete er für die bekannte Champagnerkellerei Pommery & Greno. Bereits Ende der 1920er Jahre organisierte er ehrenamtlich den Spielbetrieb des Sporting Club Rémois.
Am 18. Juni 1931 fusionierten mehrere Amateurvereine der Stadt, darunter auch die schon 1910 gegründete "Firmenmannschaft" der Sektkellerei (anfangs Société, später Association Sportive du Parc Pommery), zum neuen Stade de Reims. Die Firma Pommery & Greno unterstützte diesen Klub von Anfang an finanziell und organisatorisch – beispielsweise stand das Stadion auf Firmengelände –, und als sich 1938 der SC Rémois ebenfalls dem neuen Großverein anschloss, kam auch Henri Germain zwangsläufig zu Stade, wo seine Erfahrung in zunächst noch nachgeordneter Funktion gefragt war. Bereits 1939 wurde der Klub zum zweiten Mal französischer Amateurmeister, und obwohl die Region um Reims vom deutschen Einmarsch in Frankreich unmittelbar betroffen war, trug Germain mit Geschick dazu bei, den Spielbetrieb so schnell wie möglich wieder aufzunehmen. Deswegen machte ihn der Vereinspräsident Maurice Hutin 1941 zum président technique, also dem Verantwortlichen für den gesamten Fußballbereich. Reims spielte inzwischen in der Nordgruppe der höchsten französischen Spielklasse, und gegen Ende des Krieges trat mit Victor Canard ein "Sandkastenfreund" von Henri Germain an die Spitze des Gesamtvereins, was dessen Einfluss weiter vergrößerte.
Dieses Duo hatte eine gute Hand und verpflichtete, mit dem Sponsor Pommery im Rücken, die richtigen Leute für den anfangs von der Ligakonkurrenz noch belächelten "Provinzklub". Insbesondere das Vertrauen in die eigenen Spieler Henri Roessler und Albert Batteux, die nacheinander als Trainer eingestellt wurden, sollte sich auszahlen: unter Roessler gewann Reims zum dritten Mal den Titel mit der Amateurelf (1948) sowie jeweils zum ersten Mal die Meisterschaft der Profis (1949) und den Pokal (1950), unter Batteux kamen dann von 1950 bis 1963 sechs weitere nationale Titel sowie Erfolge auf europäischer Ebene dazu. Außerdem legte auch der Präsident großen Wert auf die Nachwuchsarbeit und die eigene Amateurmannschaft als Spielerreservoir für die Ligaelf.
Von welcher Fachkunde die Arbeit Germains geleitet war, lässt sich auch an den Namen der Spieler ablesen, die er alleine bis Mitte der 1950er Jahre zum Verein holte – das liest sich wie ein Who's who des französischen Fußballs. Wenn man bedenkt, dass die meisten dieser Aktiven sich erst im Stade Auguste-Delaune zu dem entwickelten, was sie wurden, wird das Gespür des Präsidenten umso deutlicher. Mitte der 1940er Jahre holte er Jonquet, Flamion, Marche, Pierre Sinibaldi, Jacowski, Bini und Penverne. Um 1950 kamen Paul Sinibaldi, Prouff, Leblond, Appel, Méano, Templin, Zimny, Cicci, Bliard und Kopa. Mitte der 1950er schließlich verpflichtete Henri Germain Glovacki, Siatka, Giraudo, Hidalgo, Vincent, Fontaine, Rodzik, Colonna, Piantoni – die Liste ließe sich problemlos verlängern.

## Die alleinige Präsidentschaft
1953 zerstritten sich die beiden Jugendfreunde aus dem Örtchen Ludes über eine vergleichsweise Nichtigkeit, Canard kehrte dem Verein den Rücken und Germain wurde alleiniger Präsident. Ehemalige Reimser Spieler – auch solche, die wie Raymond Kopa und Just Fontaine bekannt für sehr deutliche, kritische Worte waren – lobten Henri Germain während und nach seiner Amtszeit in den höchsten Tönen, obwohl er der Typ des paternalistischen "Alleinherrschers" war; andererseits hatte er stets ein offenes Ohr für die Probleme seiner Spieler und kümmerte sich auch um deren privates Wohlergehen. Die Erfahreneren unter ihnen sahen zudem auch, welche finanziellen Hindernisse er, oft mit Phantasie und unkonventionellen Mitteln wie im "Fall Piantoni" oder beim Rückkauf Kopas von Real Madrid, aus dem Weg räumen musste, um die Mannschaft zusammenzuhalten und über Jahre immer wieder gezielt zu verstärken. Denn Stade de Reims hatte mit einer einzigen Ausnahme selbst in den allererfolgreichsten Spielzeiten im Schnitt weniger als 10.000 Zuschauer, wich deswegen zu wichtigen Begegnungen ins Pariser Prinzenparkstadion aus und unternahm sogar während der Saison ausgedehnte Freundschaftsspiel-Tourneen auf allen Kontinenten, wo die Mannschaft meist auf größeren Zuspruch stieß und höhere Einnahmen erzielte als in der eigenen Stadt.
Erst Mitte der 1960er Jahre mehrte sich mit nachlassendem sportlichem Erfolg auch die Kritik an Führungsstil und einzelnen Entscheidungen. Vor allem die überraschende Nichtverlängerung des Vertrags von Trainer Batteux, als der Reims 1963 gerade wieder zur Vizemeisterschaft geführt hatte, war tatsächlich sportlich wie menschlich ein Fehler, und konsequenterweise stieg der Klub 12 Monate später in die Zweitklassigkeit ab. Immerhin stellte sich der Präsident auch dieser ungewohnten Situation: erst als der Wiederaufstieg 1966 feststand, erklärte er seinen Rücktritt. Seine Bilanz konnte sich sehen lassen: unter Germains Führung – und wiederholt mit der finanziellen Unterstützung aus dessen eigener Champagnerfirma – hatte der Verein 19 Jahre lang erstklassig gespielt, zahllose Titel gewonnen, 26 französische Spieler in seinen Reihen gehabt, die in ihrer Zeit bei den Rot-Weißen insgesamt 127 Einsätze in der Équipe tricolore absolvierten, der Klubtrainer Batteux war auch Nationalcoach geworden und hatte in dieser Funktion Frankreich 1958 zum WM-Dritten gemacht, wozu fünf aktuelle und zwei ehemalige Reimser beitrugen...

## Die Rückkehr
Stade de Reims ernannte den scheidenden Henri Germain noch 1966 zum Ehrenpräsidenten, doch darauf ruhte sich der inzwischen Sechzigjährige nicht lange aus. Vier Jahre später – die Fußballer hatten drei Zweitligajahre hinter sich und stiegen 1970 nur durch eine Ligaaufstockung ins Oberhaus auf – kehrte auch der Expräsident ans Vereinsruder zurück. In den folgenden Jahren spielte der Verein in der Division 1 gut mit – nicht zuletzt dank Henri Germains Verbindungen nach Südamerika, die dieser schon Mitte der 1960er aufgebaut hatte: zehn Jahre später gelang es ihm u. a., mit Delio Onnis und Carlos Bianchi zwei absolute argentinische Spitzentorjäger in die Champagne zu lotsen. 1977 standen die Rémois nach langer Durststrecke wieder einmal im Pokalendspiel, verloren dies jedoch knapp gegen Meister AS Saint-Étienne. Unmittelbar darauf legte der Mann, der den Verein 32 Jahre lang geführt hatte, sein Amt nieder – und diesmal kehrte er nur noch als Zuschauer oder wenn sein Rat gefragt war zurück.

## Nekrolog
Am Silvesterabend 1990 starb Henri Germain, 84-jährig, in seinem Wohnort Reims.
- "Für ihn hätte ich alles getan." (Jean Vincent, Spieler bei Lille und Reims)
- "Er war der einzige Präsident, der im Erfolg bescheiden blieb." (Jean Sadoul, damaliges Präsidiumsmitglied des französischen Fußballverbands FFF)
- "Er schien aus einem anderen Jahrhundert, mit seinem Respekt, seiner Zuneigung, seiner Selbstlosigkeit." (Francis Borelli, Verleger und ab den 1970ern selbst Präsident bei Paris Saint-Germain und Cannes)
- "Das Ende einer Epoche." (Just Fontaine, Spieler bei Nizza und Reims, anschließend Präsident der Spielergewerkschaft UNFP)

## Palmarès von Stade de Reims in der „Ära Germain“
- Französischer Fußballmeister: 1949, 1953, 1955, 1958, 1960, 1962 (und Vizemeister 1947, 1954, 1963)
- Französischer Pokalsieger: 1950, 1958 (und Finalist 1977)
- Europapokal der Landesmeister: Finalist 1956 und 1959
- Gewinner der Coupe Latine: 1953 (und Finalist 1955)
- Französischer Amateurmeister: 1939, 1948

| Personendaten    | Personendaten                      |
| ---------------- | ---------------------------------- |
| NAME             | Germain, Henri                     |
| KURZBESCHREIBUNG | französischer Fußballfunktionär    |
| GEBURTSDATUM     | 16. Mai 1906                       |
| GEBURTSORT       | Ludes-le-Coquet, Département Marne |
| STERBEDATUM      | 31. Dezember 1990                  |
| STERBEORT        | Reims                              |